# Callipelta sollasi
Callipelta sollasi är en svampdjursart som beskrevs av Claude Lévi 1989. Callipelta sollasi ingår i släktet Callipelta och familjen Neopeltidae.
Artens utbredningsområde är havet kring Filippinerna. Inga underarter finns listade i Catalogue of Life.